# Jenei Jung János
Jenei Jung János (Oroszborgó, 1901. február 22. – Budapest, 1979. október 31.) erdélyi magyar színműíró, dalszövegíró.

## Életútja
Nyolc gimnáziumi osztályt Szamosújvárt végzett (1910), vasúti tisztviselő lett, magánúton tanulta meg a színészi pálya ismereteit, s Janovics Jenő segítségével színi pályára lépett. 1925-től Szatmáron, Aradon, Temesvárt, majd Csehszlovákiában szerepelt, 1932-től a kolozsvári Magyar Színházhoz szerződött. 1935-ben mutatták be Kolozsvárt, majd Budapesten Kóbor Tamással együtt írt Kölcsönadom a feleségem c. operettjét (zenéjét szerezte Adorján András), 1938-ban pedig Nemes Ferenccel közösen írt Kék nefelejcs c. daljátékát; Az asszony és Dalol a Volga c. daljátékok szövegírója is. 1942-ben költözött Budapestre, vasúti főraktárosként vonult nyugalomba, a Jászai Mari Művészotthonban halt meg.

## Munkája
- Szülők tanuljatok! (kisregény, Kolozsvár, 1937)